# Сирники (Луцький район)
Си́рники — село в Україні, у Луцькому районі Волинської області. Входить до складу Луцької міської громади. Населення становить 546 осіб.

## Історія
На території села відомі наступні пам'ятки археології:
- За 0,8 км на північний захід від села, на лагідному схилі першої надзаплавної тераси лівого берега Сарни висотою 8–10 м над рівнем заплави — селище давньоруського періоду ХІІ–ХІІІ ст. площею близько 2 га. Воно знаходиться за 0,5 км на захід від шосейної дороги сполученням Луцьк–Ковель та за 200 м на південь від ґрунтової дороги.
- За 1,3 км на північний захід від села, на схилі першої надзаплавної тераси лівого берега Сарни висотою 10–12 м над рівнем заплави — селище давньоруського періоду ХІ–ХІІІ ст. площею до 2 га.
- За 1,7 км на північний захід від села, на мисі першої надзаплавної тераси лівого берега Сарни висотою 12–14 м над рівнем заплави — двошарове поселення тшинецько-комарівської культури і давньоруського періоду ХІІ–ХІІІ ст. площею до 1,5 га. Воно простежене біля соснового лісу та ґрунтової дороги, котра веде до місцевого торфопідприємства.
- На західній околиці села, на мисі першої надзаплавної тераси правого берега Сарни висотою 10–12 м над рівнем заплави — селище давньоруського періоду ХІ–ХІІІ ст. площею близько 0,5 га.
- За 1,2 км на захід від села, на мисі першої надзаплавної тераси правого берега Сарни висотою 12–14 м над рівнем заплави — селище давньоруського періоду ХІІ–ХІІІ ст. площею близько 1 га.
- В північно-західній частині села, в урочищі Горбок, на мисі першої надзаплавної тераси правого берега Сарни, висотою до 15 м над рівнем заплави — поселення лежницької групи ранньозалізного часу площею близько 1 га. Відкрите розвідкою Г. Охріменка і О. Середюка у 1988 р.

Під час Першої світової війни з 1915 р. село перебувало в австрійській окупації. На п'ятий день Брусиловського прориву 26 травня (8 червня) 1916 р. 40-й корпус російської армії вже зайняв Сирники.
Під час Другої світової війни, наприкінці лютого 1944 року, точилися бої за визволення Сирників від німецько-фашистських загарбників. На підступах до села закріпилися бійці кулеметної роти 271-го стрілецького Нижньоволзького полку. Гітлерівці, наблизившись на відстань 30—40 метрів, закидали позиції роти гранатами. Пораненого кулеметника замінив сержант А. І. Комок. До кінця дня він відбив 4 атаки ворога. 29 лютого нацисти знову пішли в контратаку. Дві години сержант Комок стримував їх натиск, при цьому знищив 120 солдатів і офіцерів противника. Після того, як закінчились патрони сержант відбивався гранатами, був важко поранений. Коли підрозділи полку рішучою контратакою скинули гітлерівців з висоти, бійці побачили на ній єдиного кулеметника. Це був сержант Аркадій Комок, який згодом помер від отриманих ран. За виявлену стійкість і героїзм сержанту А. І. Комоку посмертно присвоєно звання Героя Радянського Союзу.. Сьогодні, на честь Героя названо одну із вулиць села Сирники.
До 9 серпня 2016 року село належало до Княгининівської сільської ради.
12 червня 2020 року, згідно з розпорядженням Кабінету Міністрів України  № 708-р, село увійшло до складу Луцької міської громади.

## Населення
Згідно з переписом УРСР 1989 року чисельність наявного населення села становила 563 особи, з яких 269 чоловіків та 294 жінки.
За переписом населення України 2001 року в селі мешкала 531 особа.

### Мова
Розподіл населення за рідною мовою за даними перепису 2001 року:
| Мова       | Відсоток |
| ---------- | -------- |
| українська | 99,45 %  |
| російська  | 0,55 %   |